# کوروت تابستان
کوروت تابستان (به انگلیسی: Corvette Summer) یک فیلم آمریکایی ماجراجویی، کمدی منتشر شده توسط مترو گلدوین مایر در سال ۱۹۷۸ است. این فیلم به عنوان اولین حضور مارک همیل بعد از موفقیت غیرمنتظره جنگ ستارگان در سال قبل از آن می‌باشد. همیل در این فیلم در نقش یک نوجوان کالیفرنیایی به ایفای نقش می‌پردازد که به لاس وگاس می‌رود تا ماشین عزیزش کوروت استینگری را تیون کند. آنی پاتس، در نقش یک زن جوان دمدمی مزاج که در میانه راه با او دیدار می‌کند، نامزد برنده جایزه گلدن گلوب در اولین نقشش در مقابل همیل بازی می‌کند.